# Phaonia hebeta
Phaonia hebeta este o specie de muște din genul Phaonia, familia Muscidae, descrisă de Fang și Fan în anul 1986.
Este endemică în Sichuan. Conform Catalogue of Life specia Phaonia hebeta nu are subspecii cunoscute.